# Anton Goubau
Anton Goubau noto anche come Antoniu Goebouw, Anton Goebouw, con il cognome Goubaie, Goubeau, Goubouw e Gebouw e con il nome Antonius, Antonie, Antoine, Anthonis e Antoni (Anversa, 1616 – Anversa, 11 marzo 1698) è stato un pittore fiammingo del periodo barocco.

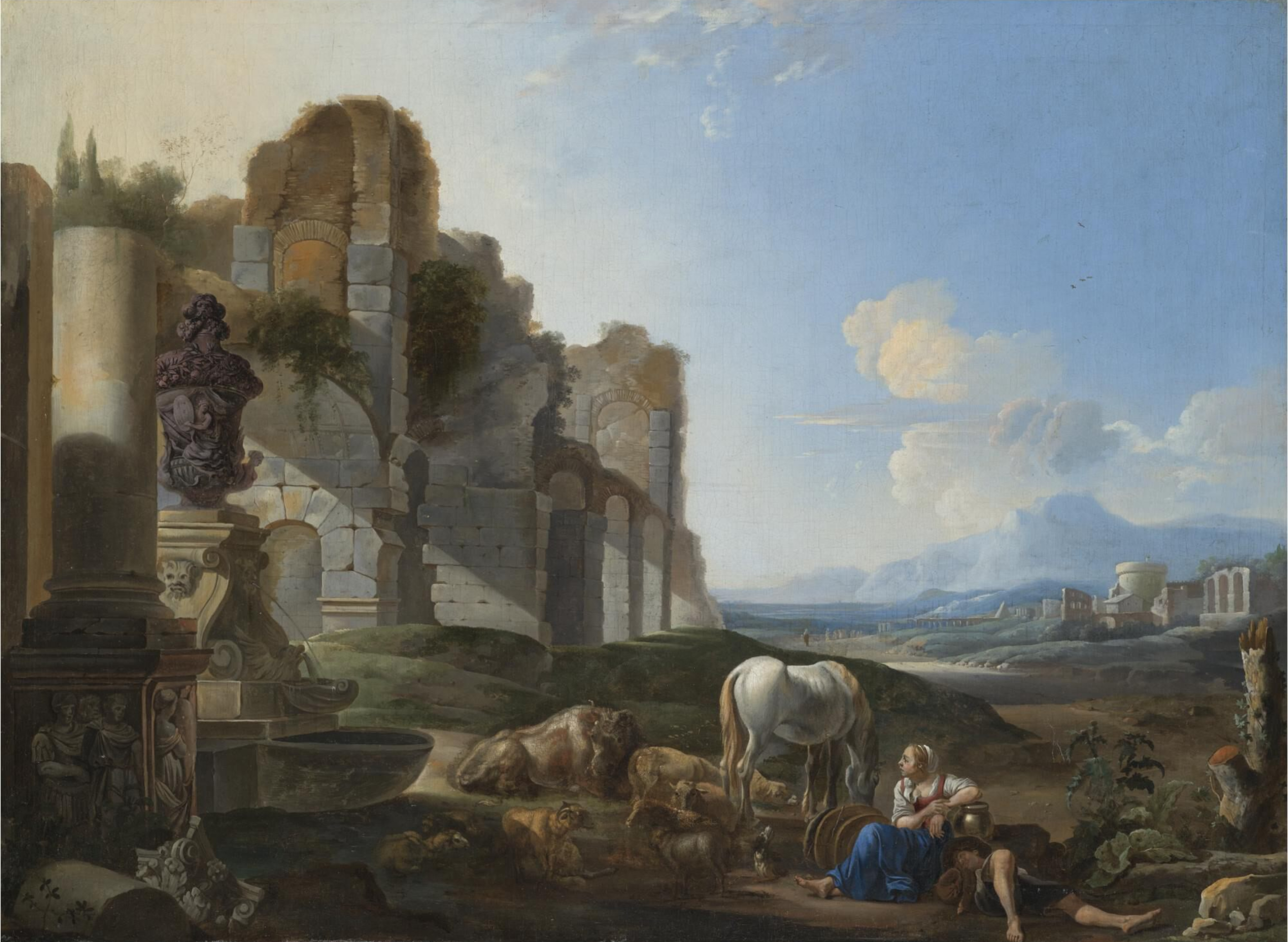
Paesaggio italiano con una pastorella e rovine

Trascorse del tempo a Roma, dove si trasferì nella scuola dei bamboccianti, pittori di genere olandese e fiammingo che creavano piccoli dipinti della vita di tutti i giorni delle classi inferiori a Roma e nella sua campagna. È conosciuto per i suoi paesaggi italiani di pittura di genere nello stile dei Bamboccianti e per i suoi dipinti storici con temi mitologici e religiosi.

## Biografia
Nacque in una nota famiglia di Anversa. Iniziò lo studio della pittura can Jan de Farius nel 1629e divenne maestro nella Corporazione di San Luca di Anversa nel 1636 o 1637. Esistono fonti di una sua presenza a Parigi nel 1642 e poi si trasferì in Italia e rimase a Roma dal 1644 al 1650. Qui si avvicinò al gruppo di pittori di genere attorno a Pieter van Laer comunemente chiamato "bamboccianti".

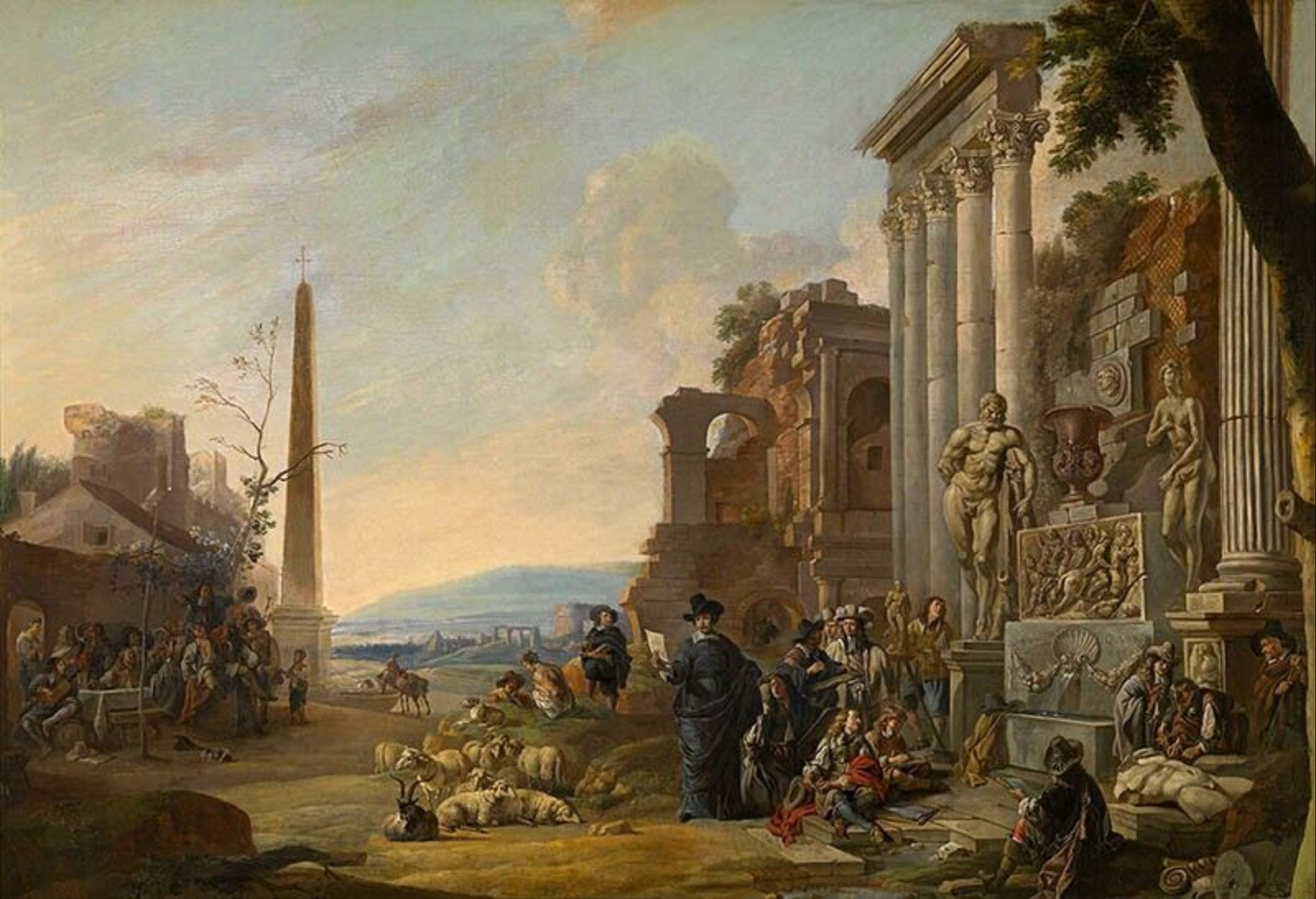
Lo studio dell'arte a Roma

Non esiste evidenza che abbia fatto parte dei Bentvueghels, l'associazione di artisti, principalmente olandesi e fiamminghi, che lavorano a Roma, anche se dipinse un'opera intitolata  Lo studio dell'arte a Roma (1662, ora nel Museo reale di belle arti di Anversa), che raffigura diversi membri dei Bentvuegel che realizzano disegni di rovine antiche in un paesaggio fuori Roma. Ciò proverebbe il suo passaggio tra i Bentvueghels.
Nel 1650 ritornò ad Anversa, diverse commissioni per opere di carattere religioso. Continuò a dipingere paesaggi italiani con molte figure e rovine antiche per una clientela internazionale tra cui aristocratici tedeschi.
Tra i suoi allievi ebbe Abraham Couchet, Arnold Gerardi, Justus Gerardi, Laureys Goubau, Nicolas de Largillière, Jan Baptist Tijssens il Vecchio e Jan Baptist Tijssens il Giovane.
Goubau morì ad Anversa l'11 marzo 1698.

## Opere

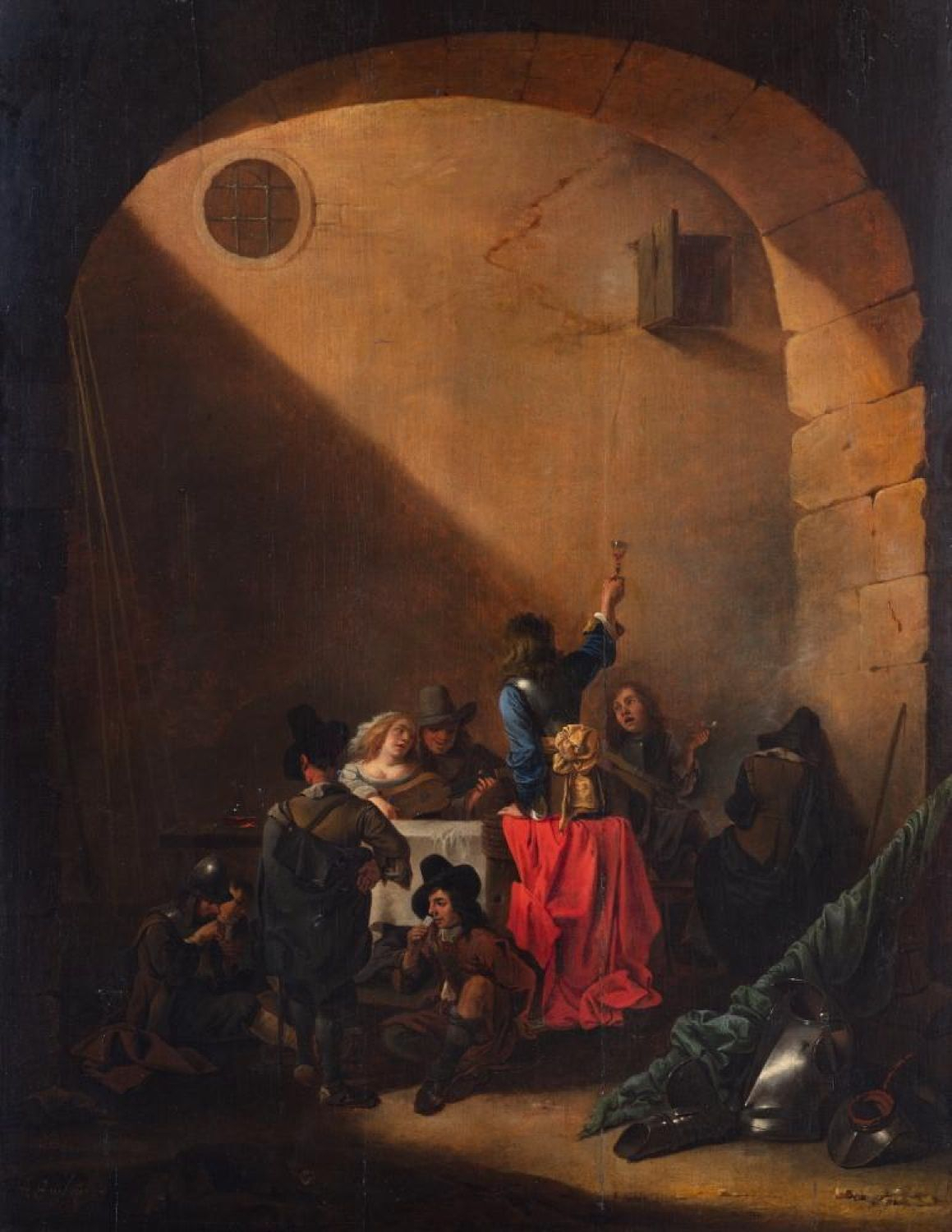
Posto di guardia

Goubau è meglio conosciuto come pittore di scene di mercato collocate in un ambiente romano o mediterraneo, spesso decorato con molte piccole figure nello stile dei bamboccianti. Il nome bamboccianti era affidato a un gruppo di pittori di genere principalmente olandesi e fiamminghi attivi a Roma dal 1625 circa fino alla fine del XVII secolo e che consideravano come tema dei loro dipinti la vita di tutti i giorni delle classi inferiori di Roma e delle sue campagne. Durante il suo viaggio in Italia, Goubau è stato in grado di familiarizzare con il lavoro di maestri come Paul Bril (noto per i suoi paesaggi italiani) e i pittori bamboccianti Jan Miel, Jan Both, Michiel Sweerts e Johannes Lingelbach. Questo fu fondamentale per lo sviluppo del suo stile e dei suoi argomenti secondo lo stile del genere italiano.
Al suo ritorno ad Anversa dipinse paesaggi italiani con molte piccole figure che mostravano l'influenza di Bartholomeus Breenbergh, Jan Both e le prime composizioni romane di Jan Asselyn. Mostrò generalmente più interesse a evocare un'atmosfera romana che una corretta rappresentazione topografica e combinò diversi siti a Roma per creare una sorta di sintesi dei luoghi di interesse della città eterna. In alcuni dipinti mostra un interesse topografico più specifico.

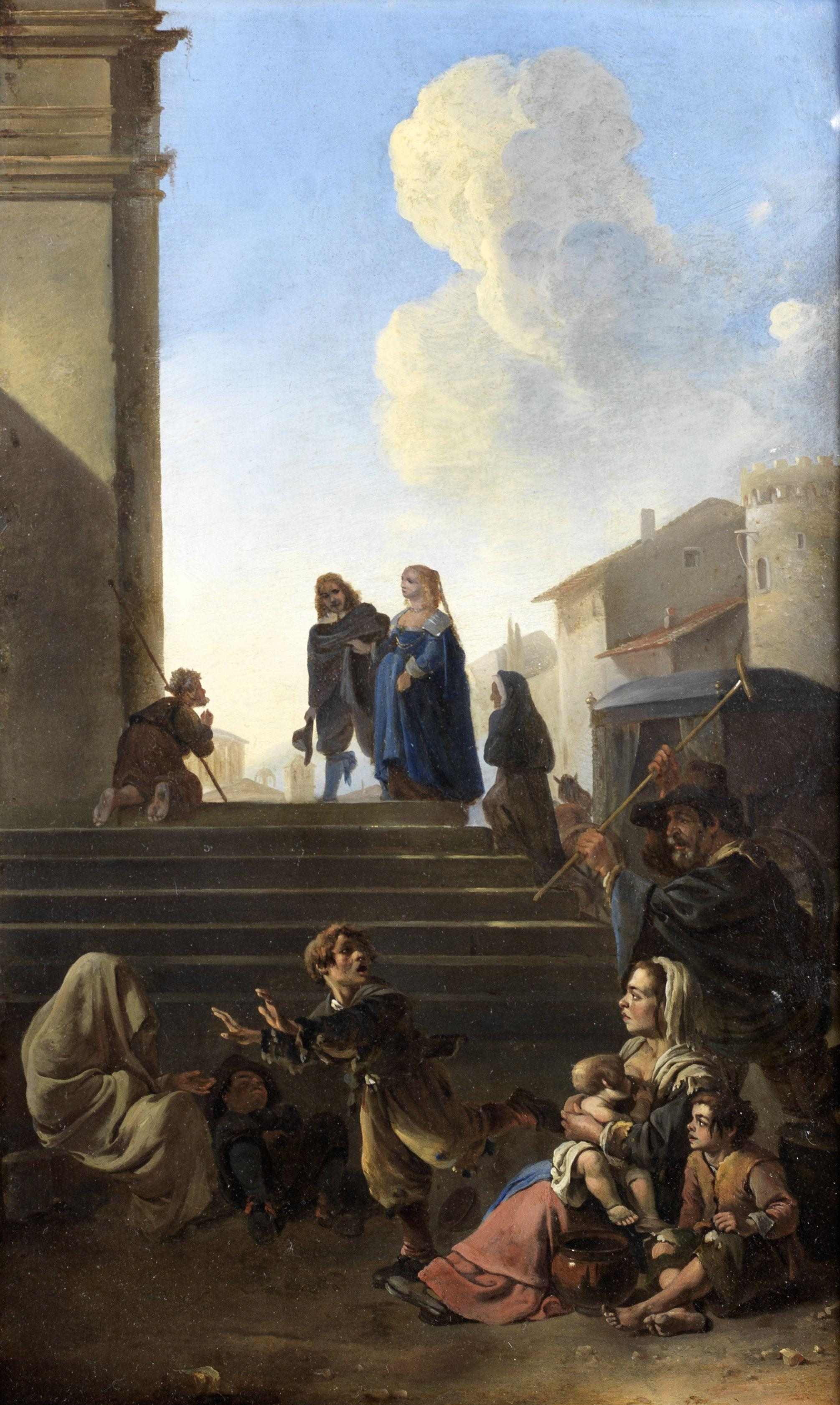
Contadini sui gradini di una chiesa

Occasionalmente dipinse le cosiddette "scene di guardie", un tipo di scena di genere che raffigura un interno con ufficiali e soldati che passavano il loro tempo libero facendo baldoria. Il genere era diventato popolare nella metà del XVII secolo, in particolare nella Repubblica delle Sette Province Unite. Nelle Fiandre c'erano anche alcuni praticanti del genere tra cui David Teniers il Giovane, Abraham Teniers, Gillis van Tilborgh, Cornelis Mahu e Jan Baptist Tijssens il Giovane. Le scene delle guardie includevano spesso mercenari e prostitute che dividevano il bottino, molestavano i prigionieri o si abbandonavano ad altre forme di attività riprovevoli. Un buon esempio del genere è Posto di guardia esposto al Kurpfälzisches Museum di Heidelberg, che raffigura otto soldati attorno a un tavolo in una stanza monumentale. In linea con l'intento moralizzatore del genere, le varie figure raffigurano il detto fiammingo Kaart, kous en kan maakt menig arm man (carte, donne e vino hanno rovinato molti uomini). I giocatori di carte sono accovacciati sul pavimento, mentre una donna provocatoriamente vestita sta suonando un liuto e un soldato con la schiena rivolta verso lo spettatore sta alzando il bicchiere verso un uomo che sta fumando. Un uomo accasciato nell'angolo destro rappresenta "acedia" (l'apatia), considerato uno dei sette sette peccati capitali. Il dipinto rimanda anche al tema delle vanitas attraverso la natura morta di un equipaggiamento standard e militare sul davanti a destra, che esprime la caducità del potere e della fama.

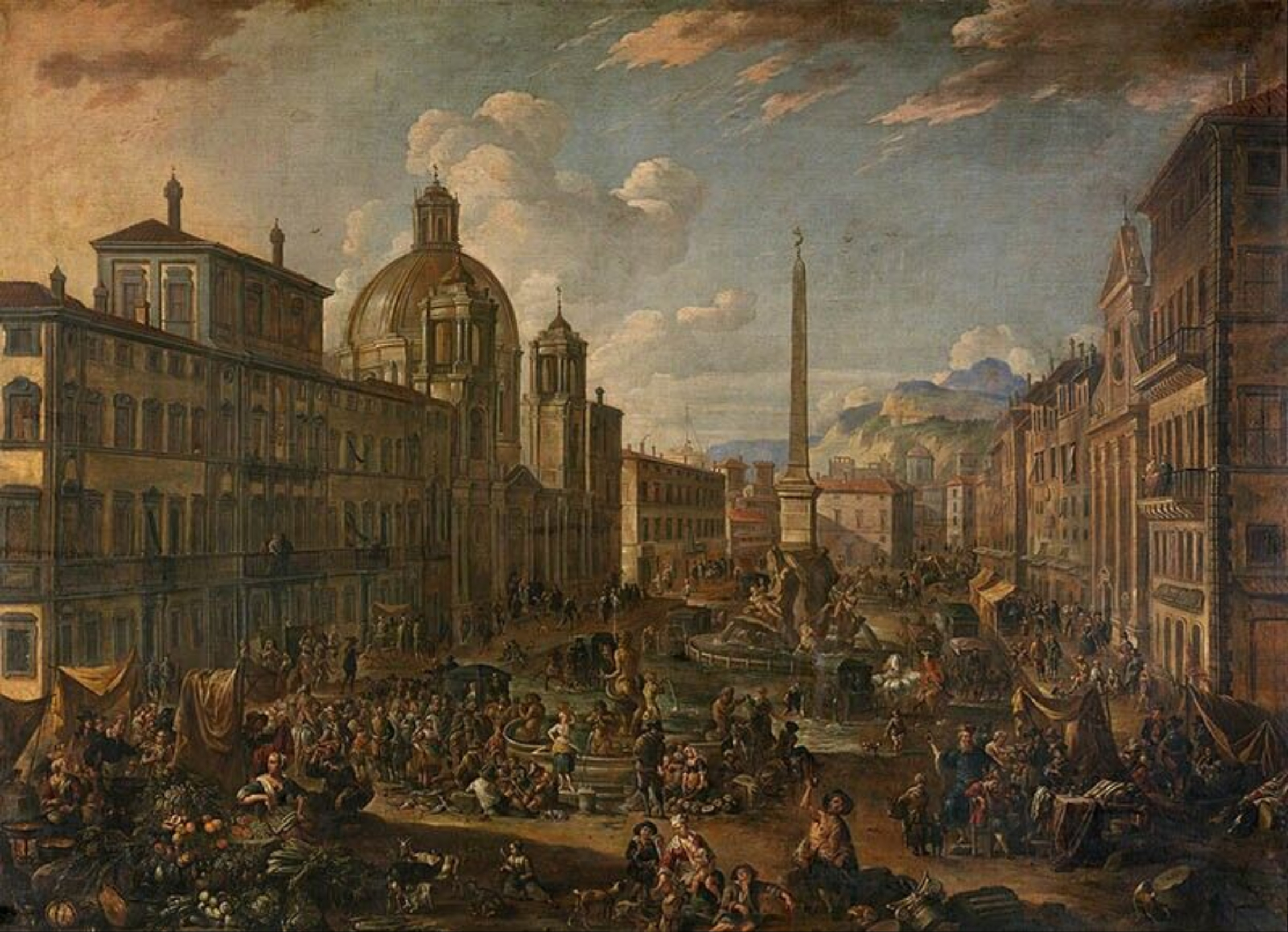
Piazza Navona a Roma

Oltre ai suoi paesaggi urbani, Goubau dipinse molte composizioni religiose, progettate appositamente per le chiese di Anversa. Realizzò anche numerose incisioni religiose su rame come parte di una serie fatta per il mercato spagnolo a cui contribuirono altri pittori fiamminghi come Willem van Herp, Erasmus Quellinus il Giovane e forse Abraham Willemsens. La serie è ora conservata nel  Convento de las Comendadoras de Santiago di Madrid.
Dipinse anche ritratti come evidenziato da quello di Gaspar de Witte, inciso da Richard Collin per la raccolta di biografie di artisti di Cornelis de Bie, Het Gulden Cabinet.